# La Arboleda (Buenos Aires)
La Arboleda es una localidad del partido de General Pueyrredón, al centro sur de la provincia de Buenos Aires, Argentina.

## Descripción
Está separado en dos secciones, la primera desde la ruta al mar, la otra consiste de una laguna inserta en una campiña.